# Wunderwaffen im Zweiten Weltkrieg
Der Begriff Wunderwaffe wurde von der NS-Propaganda während des Zweiten Weltkrieges verwendet. Er bezeichnet generell gesprochen eine Waffe, die einer Kriegspartei in einem bewaffneten Konflikt einen unerwarteten, überraschenden Vorteil verschaffen soll. Ebenso wichtig wie der waffentechnische Fortschritt ist dabei die Propagandawirkung. Im engeren Sinn sind die Erfindungen von Forschern des Deutschen Reichs während des Zweiten Weltkriegs gemeint, die die sich abzeichnende Niederlage Deutschlands verhindern sollten. Während des Zweiten Weltkrieges wurde oft auch der Begriff Geheimwaffe oder Vergeltungswaffe verwendet. Die mit den Wunderwaffen verbundene übertriebene Propaganda wirkt sich bis in die Gegenwart aus (siehe auch Reichsflugscheibe). Diese Auffassungen gehören in den Bereich der modernen Sagen und der Verschwörungstheorien; sie finden als Deutung (tatsächlich und vermeintlich) unerklärlicher Phänomene und in rechtsextremistischen Überlegenheitsdiskursen Anwendung.
Bereits im Ersten Weltkrieg betitelten deutsche Medien die Dicke Bertha (M-Gerät) als Wunderwaffe. Vergleichbar war das Paris-Geschütz.

## Technische, propagandistische und weltanschauliche Aspekte
Der Glaube an die technische Überlegenheit des nationalsozialistischen Deutschlands reicht in den Ersten Weltkrieg und noch weiter zurück. Das deutsche Technik- und Forschungsniveau war in der zweiten Hälfte des 19. Jahrhunderts anerkannt hoch; Deutschland verringerte seinen Rückstand gegenüber Großbritannien schnell (siehe Made in Germany). Zum schnellen deutschen Sieg im Krieg 1870/71 trugen maßgeblich die damals überlegenen Artilleriegeschütze bei: die stählernen Hinterlader-Geschütze von Alfred Krupp (Artillerie) hatten mit über vier Kilometer mehr als die doppelte Reichweite der damaligen französischen Geschütze. Das damals neueste dieser Geschütze hieß C/64/67; es hatte zahlreiche Vorteile. Speziell bei der Schlacht bei Sedan erzeugte eine hohe Kadenz (bis zu zehn Schuss pro Minute) zusammen mit einer großen Reichweite bei guter Trefferleistung eine verheerende Wirkung. Das Kaliber 8 cm konnte maximal 3450 m weit schießen.
Ab 1933 spielten die Aufrüstung der Wehrmacht und Kriegspropaganda eine wesentliche Rolle. Nach den Bestimmungen des Versailler Vertrags wurde das deutsche Waffenarsenal nach 1918 weitgehend aufgelöst, nach der nationalsozialistischen Machtergreifung ab 1933 dann wieder aufgebaut und im Vergleich zu den damaligen Beständen der alliierten Kriegsgegner modernisiert. Die deutsche Kriegführung verließ sich zudem mehr auf eine Breiten- statt Tiefenrüstung mit dem Effekt, dass der Waffenforschung ein hohes Gewicht beigemessen wurde und anstelle einer standardisierten Waffenproduktion in erhöhter Kadenz Neuentwicklungen zum Einsatz gelangten. Die technischen Sprünge, die tatsächlich erreicht wurden, wurden in der Raketentechnik und der Aviatik (Strahltriebwerke, Nurflügler), daneben auch in den Bereichen Panzer- und Unterseebootbau (Schnorchel-Technik, Schraubengeräuschdämmung) insbesondere gegen Kriegsende unter dem Eindruck der drohenden Niederlage mittels Durchhalteparolen propagandistisch überhöht in dem Sinne, dass sogenannte Wunderwaffen versprochen wurden. Die Verbindung der Worte „Wunder“ und „Waffe“ verweist auf den bemerkenswerten Kontrast zwischen dem „Hightech“ auf der Anwendungsseite und der auffälligen Ablehnung der etablierten Wissenschaft (Deutsche Physik, Welteislehre) und dem Hang zur mystischen Weltanschauung (Ariosophie, Ahnenerbe) in der nationalsozialistischen Elite.
Die Deutschland-Berichte der Sopade berichteten vom Glauben an Wunderwaffen in der Volksmeinung schon lange vor dem Zweiten Weltkrieg. Als im Frühjahr 1937 offiziell Türme an der Grenze errichtet wurden, kam das Gerücht auf diese seien Anlagen für X-Strahlen zur Bekämpfung von Flugzeugen und Autos. 1940 erzählte man sich von „Bakterienkrieg, Todesstrahlen, Lufttorpedos und sogar von künstlichen Erdbeben, die durch Atomzertrümmerung erzeugt werden könnten“ die Hitler im alleräußersten Fall anwenden würde.
Ende 1942 begann die deutsche Propaganda, unter der Devise „Mit den besten Waffen wird gesiegt!“, der zweifelnden Bevölkerung einen Waffenmythos zu suggerieren, der wegen fehlender Urteilsfähigkeit auf einen günstigen Nährboden fiel. Im Oktober und November 1942 wurde dafür im Reichsministerium für Volksaufklärung und Propaganda ein „Arbeitsstab für Rüstungspropaganda“ und im Reichsministerium für Bewaffnung und Munition ein Sonderpropagandastab „Rüstung und Bau“ gegründet. Die Propaganda begann im November 1942 mit Falschmeldungen über das Maschinengewehr 42, dem eine Kadenz von 3000 Schuss pro Minute angedichtet wurde. Dass die feindliche Masse durch bessere Qualität nicht nur ausgeglichen, sondern besiegt werden könne, wurde 1943 zum Standardrepertoire aller Durchhalteprediger. Diese Propaganda kulminierte später im Wunderwaffenmythos.
Auf alliierter Seite erweckten während des Kriegs einige Berichte über unerklärliche Phänomene (Foo-Fighters) den Anschein einer geheimen und fortschrittlichen deutschen Waffentechnik. Nach 1945 gerieten einerseits Unterlagen und verschiedene ausgereifte oder bloß in der Erprobung befindliche Waffensysteme in alliierte Hände. Diese teilweise überraschenden Funde vermittelten in der Öffentlichkeit, auch aufgrund des Verschweigens eigener alliierter Entwicklungen und Projekte, das Bild einer weitgehenden technischen Überlegenheit Deutschlands. Die intensive Suche nach deutschen Wissenschaftlern und deren Internierung (USA: Operation Overcast; ähnliche Aktion der UdSSR/Rote Armee) sowie die Selbststilisierung deutscher Atomwissenschaftler als heimliche Saboteure am eigenen „Uranprojekt“ verstärkten den Eindruck eines immensen und nicht ausgeschöpften Potentials für Waffenentwicklungen in Deutschland. Der tatsächlich große und allgegenwärtige Einfluss deutscher Wissenschaftler, Ingenieure und Techniker und ihrer Vorarbeiten auf die Militärtechnik im ersten Nachkriegsjahrzehnt dokumentierte sich vor allem im amerikanischen und sowjetischen Flugzeug- und Raketenbau, der zu einander ähnelnden Produkten führte.

## Rezeption und mediale Ausdifferenzierung
Das Wissen um die Weiterverwertung deutscher Rüstungstechnik in militärischen Geheimprojekten und um den teils erzwungenen, teils angedienten Übertritt deutscher Wissenschaftler in die Nachkriegsforschung der beiden späteren Supermächte (das bekannteste Beispiel dafür ist das amerikanische Raumfahrtprogramm und Wernher von Braun) gewann eine Eigendynamik, indem medienwirksam verschiedenste Vermutungen über die Waffentechnik des nationalsozialistischen Deutschlands angestellt wurden. Das jüngste Beispiel ist die Kontroverse über eine angeblich kurz vor Kriegsende in Thüringen getestete Atombombe. Vor allem aber bei UFO-Phänomenen wird immer wieder darüber spekuliert, ob es sich hierbei um vor der Öffentlichkeit geheim gehaltene Weiterentwicklungen einer Antigravitationstechnik handele, die bereits bei der sogenannten Reichsflugscheibe angewendet worden sei. Behauptungen dieser Art finden sich bei Verschwörungstheoretikern, aber auch Rechtsextremisten (dort oft noch in Verbindung mit dem „Sanktuarium Neuschwabenland“ und ariosophischen Theorien), wofür sich die bereits im Nationalsozialismus angelegte pseudowissenschaftliche Nähe von Technik und Mystik als besonders fruchtbarer Boden erwiesen hat. In diesem Zusammenhang zu nennen ist insbesondere die Vril-Gesellschaft, eine historisch nicht belegte, aber in den Kreisen der rechten Esoterik postulierte Geheimgesellschaft. Diese soll am Aufstieg des Nationalsozialismus beteiligt gewesen sein und durch die Erforschung übernatürlicher Kräfte beziehungsweise der sog. „Freien Energie“ die Entwicklung der „Reichsflugscheiben“ gefördert haben.
Das Konzept der Wunderwaffen oder einer weit fortgeschrittenen Technik im nationalsozialistischen Deutschland hat als moderne Sage zudem einen dauernden Platz in der Unterhaltungsindustrie gefunden: Bereits 1947 schrieb der Science-Fiction-Autor Robert A. Heinlein die Kurzgeschichte Rocket Ship Galileo über eine Nazi-Mondbasis (eine Idee, die im Cinemaware-Computerspiel Rocket Ranger von 1990 mit einer Superheldengeschichte kombiniert wurde); die um ihren Mittelpunkt rotierende Flugscheibe des gängigen Hollywood-UFOs (z. B. in Mars Attacks) soll auf deutsche Kriegsentwürfe zurückgehen; Dr. Seltsam, der Chef-Wissenschaftler des US-Präsidenten im gleichnamigen Film von Stanley Kubrick, spricht im Original mit deutschem Akzent und entpuppt sich schließlich als Nazi. Im Film/Comic Hellboy (in der Verbindung mit okkulten Handlungen, vergleiche auch die Teile 1 und 3 der Indiana-Jones-Trilogie) oder im Film Sky Captain and the World of Tomorrow als auch in Computerspielen wie Return to Castle Wolfenstein erscheint die „Nazi-Technik“ mit ihrem Pendant „Nazi-Mystik“ als Derivat eines bereits popkulturellen Phänomens.
Mit dem Film Iron Sky von 2012 hat die Popkultur ein weiteres Medienprodukt mit Bezug zu Nazi-Technologie erhalten. Während die Nazi-Mystik nicht Teil der Filmwelt ist, erscheinen darin sowohl Reichsflugscheiben als auch eine Mondbasis der Nazis.

## Überblick
U-Boote
Das U-Boot vom Typ XXI konnte mit den Haupt-E-Motoren schnell oder mit den Schleichmotoren langsam und leise seinen Standort verändern, dadurch den meisten U-Jagdgruppen ausweichen oder sich unentdeckt vor Geleitzüge setzen.
Raketen

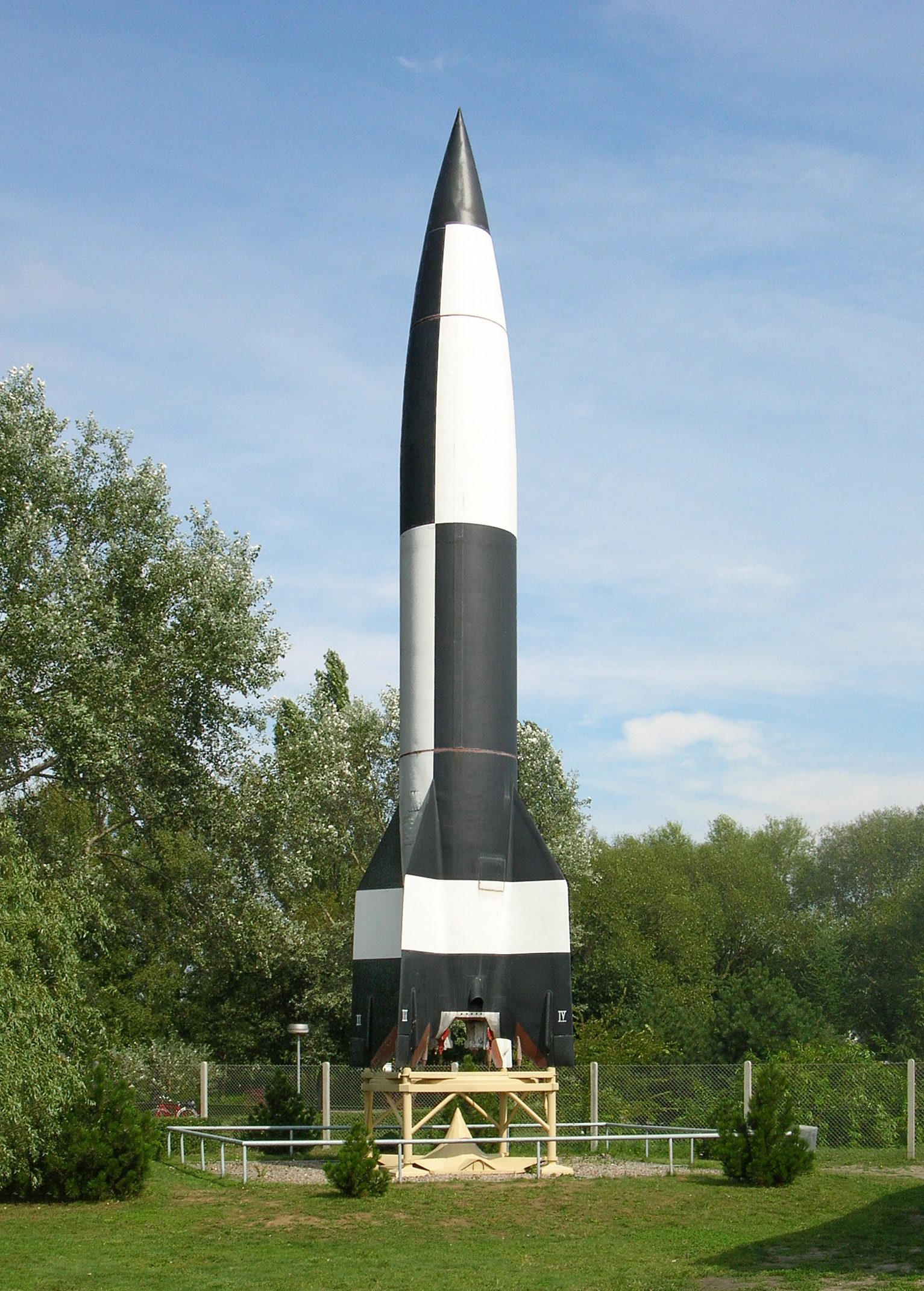
V2-Replik in Peenemünde

- V1, wobei das V für Vergeltungswaffe steht. Ein unbemannter Flugkörper, der von einer Rampe aus in Richtung Feind (London und andere Städte der Alliierten) geschickt wurde. Die V1 war der erste Marschflugkörper.
- V2, eine Rakete mit einem Sprengkopf. Die V2(A4) war eine Flüssigtreibstoffrakete und brauchte keine große befestigte Rampe zum senkrechten Start. Ziele waren vor allem London und Antwerpen. Sie war jedoch wegen mangelnder Zielgenauigkeit militärisch unbedeutend.
- V4, eine als Kamikaze-Waffe modifizierte V1 (siehe auch: deutsches Militärprojekt „Selbstopfer“).
- Rheinbote, eine vierstufige Kurzstreckenrakete mit Feststoffantrieb, wurde von Rheinmetall in der Nähe des Ortes Leba in Pommern erprobt und 1944 auf Antwerpen 200 Mal abgefeuert

Luftfahrzeuge
- Arado Ar 232 Tatzelwurm – Vorbild für Transportflugzeuge Nord Noratlas

Luftabwehr
Im Jägernotprogramm wurden diverse unkonventionelle Konzepte unter Verwendung primitivster Mittel erdacht. Verschiedene Typen von Luftabwehrraketen waren in Entwicklung.
Geschütze
- Kanone V3, eine Hochdruck-Kanone. Die Kanone wurde im besetzten Frankreich unterirdisch errichtet und sollte Projektile nach England abschießen (wurde kurz vor der Fertigstellung durch einen britischen Bombenangriff zerstört).

Panzerfahrzeuge und ferngelenkte Fahrzeuge
- Leichter Ladungsträger Goliath Sd.Kfz. 302 und 303 – erster ferngelenkter Sprengladungsträger

Logistik
- Wehrmacht-Einheitskanister

## Filmografie
- Hitlers Geheimwaffen: Angriff auf Amerika. Dokumentation, 45 Min., Buch und Regie: Christoph Weber, Produktion: SWR, Erstsendung: 13. Juni 2005, Inhaltsangabe des SWR
- Hitlers Geheimwaffen: Raketen für die Sieger. Dokumentation, 45 Min., Buch und Regie: Christine Greiner, Produktion: SWR, Erstsendung: 20. Juni 2005, Inhaltsangabe des SWR
- Mythos „Wunderwaffen“. Technik im Dienst der Diktatur. Dokumentation, Deutschland, 45 Min., 2007, Produktion: ZDF, Reihe: History, Erstausstrahlung: 30. Dezember 2007, Inhaltsangabe des ZDF